# 세발나물
세발나물(학명: Spergularia marina), 혹은 갯나물, 갯개미자리는 식물의 한 종이다. 석죽과에 속하는 속씨식물의 일종이다. 덩굴성 한해살이 식물이며, 때로는 여러해살이 식물로 자라기도 한다. 줄기는 최대 35cm까지 뻗으며, 같은 속에 속한 다른 해변 식물들처럼 꽃잎은 흰색에서 분홍색 사이의 색을 띠고, 꽃받침은 보통 꽃잎보다 길며 길이는 2.5~4mm이다. 염분에 잘 견디는 특성이 있어 바닷가나 내륙의 염지 지역에서 흔히 발견된다.

## 분류학
세발나물은 1753년 칼 폰 린네가 Arenaria rubra의 변종인 Arenaria rubra var. marina로 처음 기술하였다. 이후 이 식물은 벼룩이자리속(Arenaria)및 Spergula 속등 여러 속에서 독립된 종으로 취급되었으며, 2016년 8월 기준으로 《The Plant List》는 이를 갯개미자리(Spergularia) 속에 속하는 종으로 인정하고 있다. 1819년에는 체코의 식물학자 얀 프레슬(J. Presl)과 카렐 프레슬(C. Presl)이 이 식물을 새로운 종인 Spergularia salina로 간주하여 갯개미자리속에 배속시켰다. 그러나 이보다 앞서 여러 학자들이 린네의 변종을 종으로 격상시킨 바 있으며, 그 중 가장 이른 시기의 명명 기록이 학명 우선권을 가진다. 이 종이 실제로 Spergularia 속으로 옮겨진 것은 1819년 이후의 일이지만, 명명권은 앞선 기록에 따른다.
세발나물의 학명은 명명 과정에서 몇 차례 오류로 인해 복잡해졌다. 1822년 빌리발트 폰 베서(Wilibald S. J. G. von Besser)는 Spergularia marina라는 이름을 제안했는데, 이는 알브레히트 빌헬름 로트(Albrecht Wilhelm Roth)가 1788년에 발표한 Arenaria 종명을 바탕으로 한 것이었다. 로트는 린네의 변종을 종으로 승격하려 했지만, 이미 1785년 카를로 알리오니(Carlo Allioni)가 이를 Arenaria marina로 명명한 바 있어, 로트의 이름은 중복 명칭(동명 이명)으로 간주된다. 오늘날 베서의 Spergularia marina라는 이름은 알리오니의 명칭을 기반으로 한 것으로 해석되며, 결과적으로 린네의 변종에 기원을 두고 있어 1785년 명명이 우선권을 가진다.
또한, 식물명에 혼란을 더한 또 다른 오류는 1776년 페터 지몬 팔라스가 해당 종을 명명했다고 잘못 믿어진 데에서 비롯되었다. 이 오류는 칼 프리드리히 폰 레데부어(Carl Friedrich von Ledebour)가 Arenaria maritima를 A. marina로 오독하면서 팔라스가 명명한 것으로 잘못 인용한 데서 기인한다.

## 갤러리

## 참고문헌
- McNeill, J.;  외. (Barrie, F.R.; Buck, W.R.; Demoulin, V.; Greuter, W.; Hawksworth, D.L.; Herendeen, P.S.; Knapp, S.; Marhold, K.; Prado, J.; Prud'homme Van Reine, W.F.; Smith, G.F.; Wiersema, J.H.; Turland, N.J.) (2012). 《International Code of Nomenclature for algae, fungi, and plants (Melbourne Code) adopted by the Eighteenth International Botanical Congress Melbourne, Australia, July 2011》. Regnum Vegetabile 154. A.R.G. Gantner Verlag KG. ISBN 978-3-87429-425-6.